# ورابرتن، پنجاب
ورابرتن (به انگلیسی: Warburton) یک منطقهٔ مسکونی در پاکستان است که در پنجاب واقع شده‌است. ورابرتن ۵۰٬۰۰۰ نفر جمعیت دارد.